# Göran Karlsson

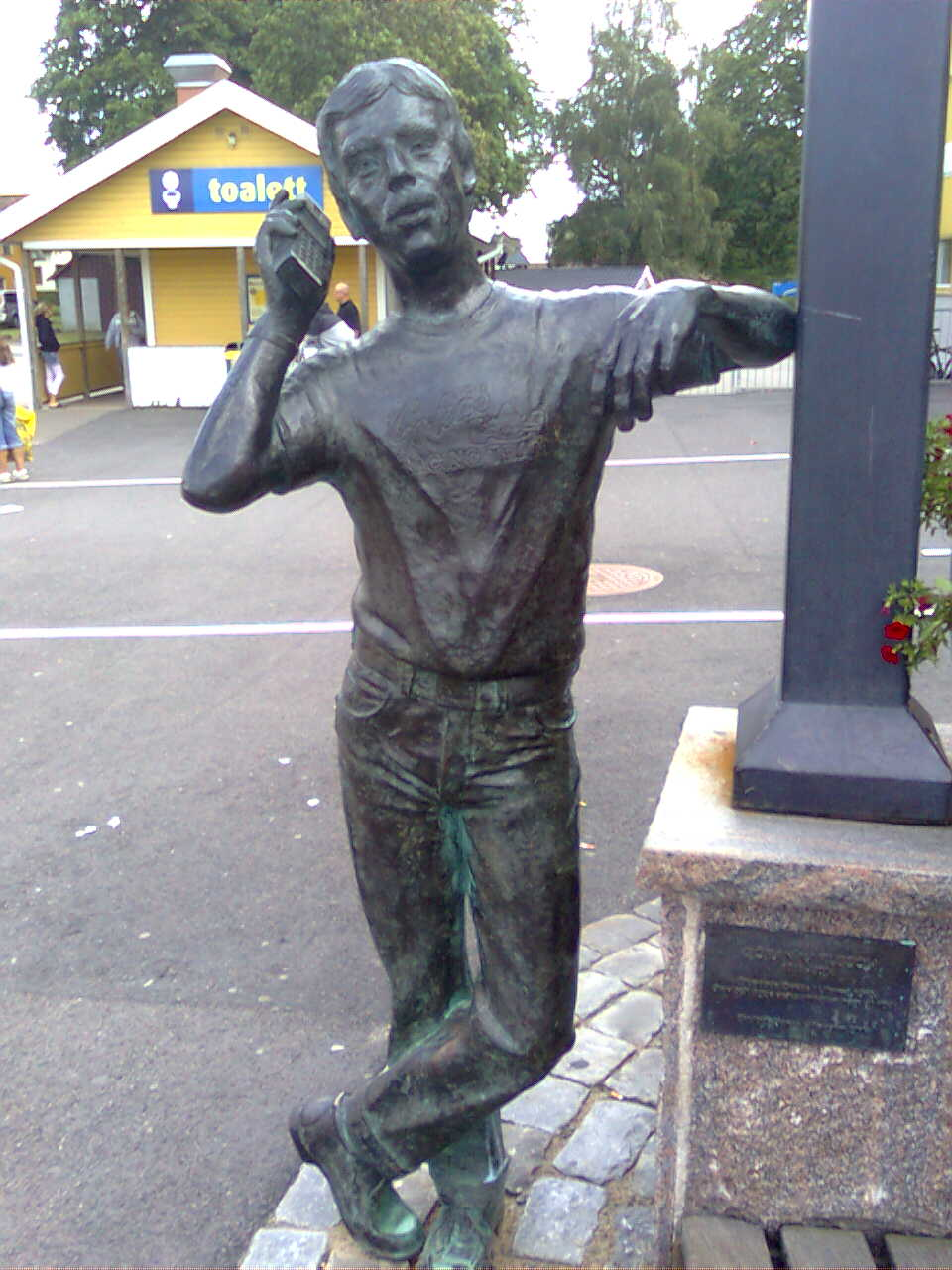
Staty över Göran Karlsson av Jonas Högström utanför Gekås.

Nils Göran Kennet Karlsson, född 18 oktober 1939 i Gödestads församling i Hallands län, död 26 juli 2004 i Köinge församling i Hallands län, var en svensk affärsman, mest känd för lågprisvaruhuset Gekås i Ullared. Han avled 2004 i sviterna av cancer (hjärntumör).

## Gekås
Göran Karlsson startade lågprisvaruhuset Ge-Kås Manufaktur 1963 i källaren till familjens bostad. Namnet kommer från hans initialer G och K. Försäljningen bestod främst av gabardinbyxor och städrockar. Till en början gick inte affärerna så bra, men med tiden blev Ge-Kås ett fenomen och succén var ett faktum. 1991 valde Karlsson att sälja företaget till sex anställda för 130 miljoner kronor. Vid försäljningen skrevs en klausul att Karlsson inte fick driva konkurrerande företag under ett antal år men vid en förlikning bröts klausulen 1 juli 1998.

## Övriga affärsverksamhet
Efter att klausulen hävts försökte sig Göran Karlsson på en ny "kassa-ko", han startade Ullared2.se/Karlsson från Ullared men efter namnkonflikter fick inte Ullared användas av Karlsson i marknadsföringen, för i folkmun kallas Ge-Kås för Ullared. Företaget fick istället namnet Karlsson och sålde heminredning, textilier, livsmedel och verktyg.
I Rønne på Bornholm, Danmark, drev han under några år en mindre butik med samma varumärke som Gekås. Detta i syfte att kunna köpa en bostad på Bornholm.

## Motorintresse
Karlsson var mycket motorintresserad. Vid sin bortgång ägde han 200 bilar och omkring 100 motorcyklar. I samlingarna fanns flera dyrgripar bland annat Excalibur SS Phaeton och Morris Oxford DeLux 4-Dr. Bilarna återfanns i hans bil- och mc-museum i Gällared. Efter hans död flyttades fordonen till Göran Karlssons Motormuseum i Ullared, som dock lades ner 2011 på grund av vikande besöksantal. Vintern 2012 rasade taket in på ett garage där flera av hans bilar stod förvarade; flera bilar skadades men de såldes senare till Bynanders motormuseum utanför Svenljunga.